# Antall István
Antall István  (Eger, 1953. szeptember 18. – Budapest, 2015. április 8., született: Antal István) szerkesztő, rádióriporter, művészeti író. A Magyar Rádió művészeti szerkesztője, műsorvezetője, a Hangsúly című hangos irodalmi és művészeti folyóirat, a Társalgó, az Irodalmi Újság, a Határok nélkül és a Gondolat-jel szerkesztője, műsorvezetője, a Magyar Írószövetség tagja, a Hangsúly Alapítvány életre hívója, a Tokaji Írótábor és a Nemzeti Kulturális Alap kuratóriumi tagja. 